# Бетанкур ла Фере
Бетанкур ла Фере (фр. Bettancourt-la-Ferrée) насеље је и општина у североисточној Француској у региону Шампањ-Арден, у департману Горња Марна која припада префектури Сен Дизје.
По подацима из 2011. године у општини је живело 1.763 становника, а густина насељености је износила 327,7 становника/km². Општина се простире на површини од 5,38 km². Налази се на средњој надморској висини од 159 метара.

## Демографија
| 1962. | 1968. | 1975. | 1982. | 1990. | 1999. | 2011. |
| ----- | ----- | ----- | ----- | ----- | ----- | ----- |
| 729   | 1.113 | 1.843 | 2.295 | 2.286 | 2.041 | 1.763 |

График промене броја становника у току последњих година